# Tel Malket
Tel Malket (hebrejsky: תל מלקט) je pahorek a sídelní tel o nadmořské výšce cca - 230 metrů v severním Izraeli, v Bejtše'anském údolí.
Leží na jižním okraji zemědělsky intenzivně využívaného Bejtše'anského údolí, nedaleko od hranice Západního břehu Jordánu, cca 12 kilometrů jižně od města Bejt Še'an a cca 3 kilometry jižně od vesnice Tirat Cvi. Má podobu nevýrazného odlesněného návrší. Severně od něj se rozkládá rozsáhlý areál umělých vodních ploch. Na severozápadě stojí obdobný pahorek Tel Šalem. Archeologické výzkumy tu prokázaly sídelní tradici, z doby bronzové.